# Шельвов (Волынская область)
Ше́львов (укр. Шельвів) — село в Затурцевской сельской общине Владимирского района Волынской области Украины.
До 2020 года входило в Локачинский район.
Код КОАТУУ — 0722486301. Население по переписи 2001 года составляет 580 человек. Почтовый индекс — 45540. Телефонный код — 3374. Занимает площадь 2,66 км².